# Verbraucherrat des DIN
Der DIN-Verbraucherrat vertritt die Interessen der nichtgewerblichen Endverbraucher in der Normung beim Deutschen Institut für Normung.

## Organisation
Der Verbraucherrat des Deutschen Institutes für Normung (DIN) wurde 1974 als ein Ausschuss des DIN Präsidiums gegründet. Er setzt sich zusammen aus sieben Mitgliedern, die vom Präsidenten des DIN im Benehmen mit dem Verbraucherzentrale Bundesverband und dem Bundesministerium für Umwelt, Naturschutz, nukleare Sicherheit und Verbraucherschutz (BMUV) benannt werden.
Diese sieben Mitglieder üben ihre Funktion ehrenamtlich und unabhängig vom DIN aus. Folgende Institutionen sind im Verbraucherrat vertreten:
- Stiftung Warentest
- Verbraucherzentrale Bundesverband
- Bundesanstalt für Materialforschung und -prüfung
- DHB – Netzwerk Haushalt
- Verbraucherzentrale Hessen
- Bundesamt für Sicherheit in der Informationstechnik
- Bundesfachstelle Barrierefreiheit

Das ausführende Organ des Verbraucherrates ist seine Geschäftsstelle, die im DIN angesiedelt ist. Die Mitarbeiter der Geschäftsstelle nehmen innerhalb des DIN und seiner Arbeitsgremien die Interessen der Verbraucher gemäß der Beschlüsse des Verbraucherrates wahr. Unterstützt wird die Geschäftsstelle durch zirka 60 externe Experten, die die Verbraucherinteressen im Auftrag des Rates in den Normungsgremien vertreten. Diese Personen arbeiten ehrenamtlich. Die ehrenamtlichen Verbrauchervertreter kommen aus unterschiedlichen Organisationen, zum Beispiel Verbraucherzentralen, Stiftung Warentest, Universitäten, Prüfinstitute, Behörden oder Interessensverbände.

## Finanzierung
Die Finanzierung der Arbeiten des Verbraucherrates erfolgt überwiegend aus öffentlichen Mitteln. Das Bundesministerium für Umwelt, Naturschutz, nukleare Sicherheit und Verbraucherschutz (BMUV) fördert den Verbraucherrat aufgrund eines Beschlusses des Deutschen Bundestages. Das DIN leistet einen zusätzlichen finanziellen Beitrag und gibt organisatorische Unterstützung.

## Tätigkeitsbereiche
Nicht nur im Bereich der Produktnormung (zum Beispiel Sicherheit von Kinderspielzeug oder Gebrauchseigenschaften von Hausgeräte), sondern vermehrt auch im Bereich der Normung von Dienstleistungen (zum Beispiel Anforderungen an die Leistung von Kundenkontaktzentren (Callcentern) und bei Themen mit Digitalisierungsbezug (z. B. intelligentes Spielzeug, künstliche Intelligenz)) engagiert sich der Verbraucherrat mit dem Ziel, durch die Normung Produkte und Dienstleistungen sicherer, gebrauchstauglicher und umweltfreundlicher zu gestalten.